# أكاديمية الجيش التركي
أكاديمية الجيش التركي (بالتركية: Kara Harp Okulu)‏، هي أكاديمية عسكرية تركية تقع في العاصمة التركية أنقرة، أسست سنة 1834 تحت مسمى أكاديمية الجيش العثماني، وكان مقرها إسطنبول، ولكن بعد الانقلاب الشهير سنة 1923، نقل مقر الأكاديمية من إسطنبول إلى أنقرة.

## الموقع الرسمي
- الموقع الرسمي بالتركيه
- Turkish Military Academy  على فيسبوك.